# Свети Павел (дем Аристотел)
Вижте пояснителната страница за други значения на Свети Павел.
„Свети Павел“ (на гръцки: Μετόχι Αγίου Παύλου) е манастир на Халкидическия полуостров, Гърция, част от дем Аристотел, област Централна Македония. Според преброяването от 2001 година броят на жителите му е 8. Манастирът е част от Йерисовската, Светогорска и Ардамерска епархия на Цариградската патриаршия. Разположен е източно от демовия център Йерисос, на пътя за Неа Рода.